# Furacão Tico
O furacão Tico é um dos quatro maiores furacões que já atingiram Mazatlán, e um dos mais fortes furacões do Pacífico já registrados. Tico foi o vigésimo terceiro ciclone tropical, a décima nona tempestade nomeada, o décimo primeiro furacão e o oitavo maior furacão da temporada de furacões no Pacífico de 1983. As origens do furacão Tico foram de um fraco distúrbio tropical que atravessou a Costa Rica para o Oceano Pacífico em 7 de outubro 1983. Sobre águas quentes, o sistema estava suficientemente organizado para ser declarado depressão tropical Vinte e um em 11 de outubro, por volta de 930 km ao sul de Acapulco. Em 12 de outubro virou bruscamente para o norte; a depressão foi atualizada para a tempestade tropical Tico em 13 de outubro. A tempestade tropical Tico continuou a se intensificar. Dois dias depois de se tornar uma tempestade tropical, Tico se fortaleceu ainda mais para atingir o status de furacão. no início de 19 de outubro atingiu ventos de pico de 210 km/h (130 mph). Enfraqueceu ligeiramente ao se aproximar da costa e por volta de 15:00 UTC naquele dia Tico atingiu a costa perto de Mazatlán com ventos de 201 km/h (125 mph). Os remanescentes foram rastreados nos Estados do Médio Atlântico por mais cinco dias.
Tico foi o ciclone tropical mais mortal e destrutivo da temporada. No geral, o furacão afundou nove pequenos navios e nove pescadores morreram. O furacão Tico foi responsável por graves inundações e danos pesados devido aos ventos fortes. Em todo o estado de Sinaloa, o furacão destruiu cerca de 77 km² de feijão e milho, embora a maior parte dos danos agrícolas tenha ocorrido ao sul de Mazatlán. Além disso, o furacão interrompeu o fluxo de água potável. Um total de 13 hotéis sofreram danos extensos e 14 pessoas ficaram feridas. Vinte e cinco mil pessoas ficaram desabrigadas e os danos em todo o país foram estimados em $ 200 milhões (USD 1983). O furacão Tico causou um total de 135 mortes no México. Embora a maior parte de seu impacto tenha ocorrido no México, os remanescentes do Tico se mudaram para os Estados Unidos, onde causaram fortes chuvas e inundações. Um total de 141 pessoas foram mortas e os danos totalizaram $ 284 milhões (USD 1983).

## História meteorológica
As origens do furacão Tico foram de um fraco distúrbio tropical que atravessou a Costa Rica para o Oceano Pacífico em 7 de outubro. Seguiu para o oeste através de uma área de temperaturas de água progressivamente mais quentes, e em 11 de outubro o sistema estava suficientemente organizado para ser declarado depressão tropical Vinte e um, cerca de 930 km ao sul do porto mexicano de Acapulco. A depressão inicialmente manteve um movimento oeste-noroeste, embora em 12 de outubro virou acentuadamente para o norte, devido à influência de uma forte depressão movendo-se para o leste através do México. Organizando-se gradualmente, a depressão foi atualizada para a tempestade tropical Tico em 13 de outubropelo Centro de Furacões do Pacífico Leste (EPHC).
A tempestade tropical Tico continuou a se intensificar à medida que avançava em direção à costa sudoeste do México. Um voo do caçadores de furacões no final de 13 de outubro indicava o início de uma parede do olho de 22 km de diâmetro, embora o olho estivesse aberto e incompleto. No dia seguinte, Tico se fortaleceu ainda mais para atingir o status de furacão, cerca de 310 km ao largo da costa de Guerrero. Naquela época, um cume em desenvolvimento ao norte de Tico afastou o furacão da terra para noroeste. A intensidade oscilou em cerca de 32 km/h (20 mph) durante dois dias, durante os quais fez uma curva mais para oeste. Até 16 de outubro a sua taxa de fortalecimento acelerou e Tico alcançou o status de grande furacão (categoria 3 ou superior na escala de vento do furacão Saffir-Simpson).

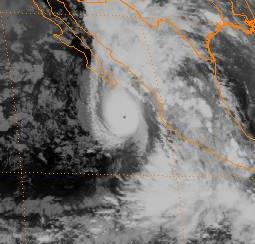
Tico se aproximando da costa mexicana

Depois de enfraquecer brevemente em um furacão de categoria 2, o furacão Tico novamente atingiu grande força de furacão. Enquanto isso, outro vale moveu-se para o leste através do noroeste do México; como resultado, o furacão virou para noroeste e começou a acelerar, mantendo um olho bem definido. no início de 19 de outubro atingiu ventos máximos de 217 km/h (135 mph), equivalente a um poderoso furacão de categoria 4 na escala de ventos de furacão Saffir-Simpson (SSHWS), enquanto localizado a cerca de 320 km ao sul-sudeste da ponta sul da Península de Baja California. Enfraqueceu ligeiramente ao se aproximar da costa e por volta de 15:00 UTC naquele dia Tico atingiu a costa muito perto de Mazatlán com ventos de 201 km/h (125 mph). Ele enfraqueceu rapidamente sobre a terra e se fundiu com uma frente fria, embora a umidade significativa do furacão persistisse no centro-sul dos Estados Unidos. Depois de deixar chuvas fortes em Oklahoma, a antiga baixa associada ao Tico continuou para o nordeste até perto do Lago Michigan. A precipitação se espalhou pelo Vale de Ohio e pelos Estados do Médio Atlântico quando a baixa virou para o sudeste, e os remanescentes do Tico foram observados pela última vez em 24 de outubro sobre Ohio.

## Preparativos, impacto e consequências

### México

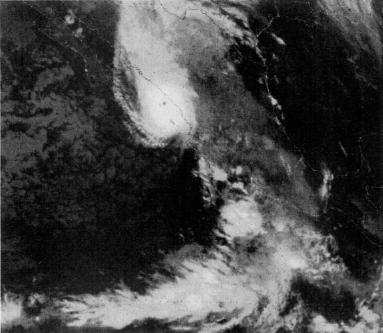
Furacão Tico perto da costa no México.

Embora avisos de furacão tenham sido emitidos para partes do país, muitos tripulantes de barcos de camarão ignoraram esses avisos. À medida que o ciclone tropical passou ao sul da Península de Baja California, caiu uma chuva leve de cerca de 1 polegada (25 mm) na área. Chuva moderada foi relatada em torno do local de desembarque, com pico de 8,98 polegadas (228 mm) em Pueblo Nuevo, Durango ; precipitação mais leve de 1 – 3 polegadas (25 – 75 mm) ocorreu mais para o interior em direção à fronteira México / Estados Unidos.
Dois 328 pés (100 m) navios ancorados foram encalhados por fortes ondas e ondulações, com um total de sete navios desaparecidos. No geral, o furacão afundou nove pequenos navios e nove pescadores morreram.
Em Mazatlán e 22 outras cidades próximas, o serviço de energia foi cortado, mas foi restaurado no dia seguinte. A onda e os ventos fortes do furacão Tico foram responsáveis por graves inundações e danos graves. Em todo o estado de Sinaloa, o furacão destruiu cerca de 19.000 acres (77 km²) de feijão e milho, embora a maior parte dos danos agrícolas tenha ocorrido ao sul de Mazatlán. Muitos telhados de casas sofreram danos. Além disso, o furacão interrompeu o fluxo de água potável. Um total de 13 hotéis sofreram danos extensos e 14 pessoas ficaram feridas. Ao longo de Durango, muitas pontes desabaram devido às enchentes. Vinte e cinco mil pessoas ficaram desabrigadas e os danos em todo o país foram estimados em $ 200 milhões (1983 USD ). No entanto, o número de mortos era inicialmente incerto. Relatórios locais de alguns dias após a tempestade indicaram 105 faltavam pessoas. De acordo com um relatório da Agência dos Estados Unidos para o Desenvolvimento Internacional indicou que o furacão Tico causou um total de 135 mortes no México.
Devido à destruição do furacão Tico, o presidente Miguel De La Madrid declarou estado de emergência e também ordenou que o departamento de saúde, defesa e interior se apressasse em prestar assistência ao estado devastado.

### Estados Unidos

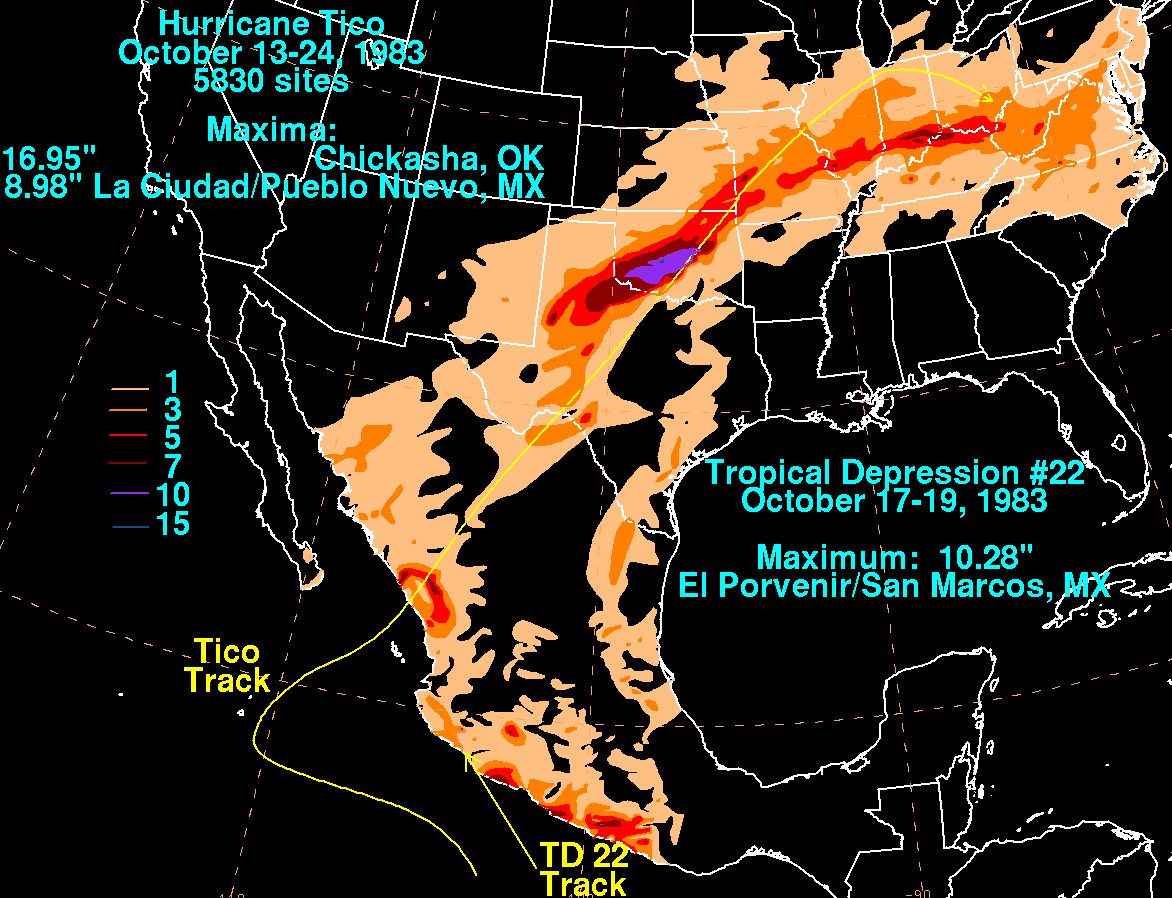
Resumo das chuvas do Tico

Vigilâncias e alertas de enchentes foram postados do Texas ao Missouri. A chuva do Tico continuou no centro-sul dos Estados Unidos e aumentou após a fusão com a frente fria. Totais de chuva de 5 in (130 mm) a 7 in (180 mm) estendeu-se do Texas Panhandle até o Missouri, e o maior máximo de precipitação foi de 16,95 polegadas (431 mm) em Chickasha, Oklahoma. A precipitação do Tico continuou para nordeste e leste, com totais de chuva de 3 – 7 polegadas (75 – 175 mm) estendendo-se através do vale de Ohio e no meio do Atlântico.
Inundações foram relatadas em partes do sul do Kansas, Texas, e especialmente em Oklahoma, com graves inundações relatadas ao longo da parte inferior do rio Washita. A Patrulha Rodoviária de Oklahoma pediu voluntários com lanchas 16 ft (4.9 m) ou mais para ajudar a resgatar 50-100 pessoas presas. A patrulha também pediu à polícia de Oklahoma City que ajudasse a encontrar vítimas nas enchentes, mas os planos para isso foram adiados no final de 20 de outubro. devido às más condições meteorológicas. Através de Guthire, 500 pessoas, ou 5% da população da cidade, procuraram três abrigos de emergência. Segundo as autoridades, mais evacuações para abrigos foram antecipadas. As autoridades planejavam evacuar mais 1.500 famílias. Em toda a cidade, a água estava a 7 ft (2.1 m) de profundidade e estava se movendo a velocidades entre 32 km/h (20 mph) e 30 mph (48 km/h). O Cottonwood Creek, também perto de Guthire, atingiu o estágio de inundação. O rio Cimarron próximo estava subindo 2 ft (0.61 m) uma hora. Em Lexington, guardas de Oklahoma foram chamados para ajudar a polícia. Em Lubbock, Texas, os canos de esgoto foram obstruídos devido a 7 in (180 mm) polegadas de chuva. Ao longo de Oklahoma e Texas, 200 pessoas estavam desabrigadas e seis pessoas foram mortas e uma pessoa estava desaparecida. De acordo com funcionários do Kansas, uma pessoa foi morta no estado. Após a tempestade, os moradores limparam os destroços das ruas. até outubro Em 23 de janeiro, as pessoas que moram em Guthire receberam permissão para voltar para suas casas porque as enchentes começaram a diminuir. Um total de $ 77 milhões em danos às colheitas ocorridos em Oklahoma. O dano total no estado foi estimado em $ 84 milhões (1983 USD, $ 182 milhões 2009 USD).